# Бордери, Бернар
Берна́р Бордери́ (фр. Bernard Borderie; 10 июня 1924, Париж, Франция — 28 мая 1978, там же) — французский кинорежиссёр, сценарист и продюсер.

## Биография
Бернар Бордери родился 10 июня 1924 года в Париже (Франция) в семье продюсера Раймона Бордери (фр.). Став режиссёром, Бернар Бордери часто экранизировал литературные произведения и прославился в качестве постановщика историко-приключенческих кинофильмов и мини-сериалов в традициях фильмов «плаща и шпаги». Бордери часто выступал продюсером и сценаристом своих (и не только своих) режиссёрских работ. Многие картины этого режиссёра после выхода на экраны становились популярными и оставались лидерами международного кинопроката на протяжении нескольких десятилетий.

### Кинематограф
Свой первый фильм в качестве режиссёра Бернар Бордери поставил в 1951 году. Мировую славу ему принёс кинофильм «Три мушкетёра» (1961) с Жераром Барре в главной роли по одноимённому роману А. Дюма. Многими критиками и зрителями лента признана лучшей и наиболее достоверной экранизацией романа. Через год после успеха «Трёх мушкетеров» Бернар Бордери снова пригласил актёра Жерара Барре на главную роль в кинофильмах «Шевалье де Пардайан» (фр., 1962) и «Смелей, Пардайан!» (1964), поставленных по романам Мишеля Зевако. В съёмках этих картин принимала участие почти вся команда «Трёх мушкетёров». В 1963 году Бордери поставил кинофильм «Рокамболь» по романам Понсона дю Террайля.
В 1960-х годах мировую славу режиссёру принесла постановка цикла кинофильмов «Анжелика — маркиза ангелов» (1964), «Анжелика в гневе» (1965), «Анжелика и король» (1966), «Неукротимая Анжелика» (1967), «Анжелика и султан» (1968) по серии книг А. и С. Голон.
В 1968 году Бордери поставил кинофильм «Катрин» по одноимённому роману Ж. Бенцони.

### Телевидение
В 1970-х годах Бернар Бордери в основном работал на телевидении и ставил мини-сериалы. В 1975 году Бордери поставил мини-сериал «Могикане Парижа» («Парижские могикане», фр.) по одноимённому роману А. Дюма-отца. В 1976 году Бордери поставил мини-сериал «Прекрасные господа из Буа-Доре» по одноимённому роману Жорж Санд. Эти мини-сериалы пользовались таким же успехом, как и кинофильмы режиссёра, и на долгие десятилетия становились лидерами телевизионного проката.
В 1977 году Бернар Бордери поставил исторический мини-сериал «Гастон Феб» (фр.), действие которого происходит в XIV столетии и повествует о Гастоне де Фуа.
В кинофильмах и мини-сериалах режиссёра Бернара Бордери снимались известные французские актёры театра и кино — Жан Марэ, Жерар Барре, Робер Оссейн, Лино Вентура, Жан Рошфор, Жак Тожа, Ги Делорм, Жорж Маршаль, Жорж Декриер, Жорж Жере, Мишель Кретон, Жан-Франсуа Порон, Ноэль Роквер, Мишель Мерсье, Милен Демонжо, и многие другие.
Свою последнюю картину Бернар Бордери поставил в 1978 году. Всего в фильмографии режиссёра насчитывается 32 кинофильма и мини-сериала.
Бернар Бордери ушёл из жизни 28 мая 1978 года в Париже (Франция) в возрасте 53-х лет; его отец пережил Бернара на четыре года.

## Избранная фильмография
1. 1952 — Волки охотятся ночью / Les loups chassent la nuit
2. 1953 — Ядовитый плющ / La môme vert-de-gris
3. 1954 — Гулящие женщины / Les femmes s’en balancent
4. 1955 — Парус судьбы / Fortune carrée
5. 1957 — Дамы предпочитают мамбо / Ces dames préfèrent le mambo
6. 1959 — Вальс гориллы / La valse du gorille
7. 1960 — Атаман / Le Caïd
8. 1960 — Как же так! / Comment qu’elle est!
9. 1961 — Три мушкетёра / Les trois mousquetaires
10. 1962 — Шевалье де Пардайан (фр.) / Le chevalier de Pardaillan
11. 1962 — Дамский угодник / Lemmy pour les dames
12. 1963 — Рокамболь / Rocambole
13. 1964 — Смелей, Пардайан! / Hardi! Pardaillan
14. 1964 — Анжелика — маркиза ангелов / Angélique, marquise des anges
15. 1965 — Анжелика в гневе / Merveilleuse Angélique
16. 1966 — Анжелика и король / Angélique et le roy
17. 1966 — Семь парней и девушка / Sept hommes et une garce
18. 1967 — Неукротимая Анжелика / Indomptable Angélique
19. 1968 — Анжелика и султан / Angélique et le sultan
20. 1968 — Катрин / Catherine
21. 1972 — На войне как на войне / À la guerre comme à la guerre
22. 1975 — Могикане Парижа (Парижские могикане) (мини-сериал) / Les Mohicans de Paris
23. 1976 — Прекрасные господа из Буа-Доре (мини-сериал) / Les beaux messieurs de Bois-Doré
24. 1977 — Гастон Феб (мини-сериал) / Gaston Phébus

Всего в фильмографии Бернара Бордери насчитывается 32 кинофильма и мини-сериала.